# ۳۰ شهریور
۳۰ شهریور صد و هشتاد و پنجمین روز از سال در گاه شماری خورشیدی است. به پایان سال ۱۸۰ روز (۱۸۱ روز در سال کبیسه) مانده‌است.

## رویدادها
- ۹۰۸ - عقب‌نشینی ارتش عثمانی از وین، نیروی عثمانی به سبب بدی هوا و شیوع بیماری میان سربازانش از محاصره وین دست کشید. این محاصره ۹ سال طول کشید. (۲۱ سپتامبر ۱۵۲۹)
- ۱۱۰۲ - بین ایران و امپراتوری روسیه پیمان سن پترزبورگ (۱۷۲۳) امضا شد
- ۱۲۶۰ -‌ بین ایران و امپراتوری روسیه پیمان آخال امضا شد
- ۱۳۲۰ - دو وزارت خانه جدید بنام «وزارت بهداری» و «وزارت کشاورزی» تشکیل شد و لایحه آن تسلیم مجلس گردید.
- ۱۳۲۰- تشکیل کابینه توسط محمدعلی فروغی
- ۱۳۵۰ - تأسیس سفارت ایران در داکار پایتخت سنگال
- ۱۳۵۴ - امیرعباس هویدا استعفا داد و مجدداً از طرف شاه به نخست‌وزیری منصوب شد
- ۱۳۶۶ - تهاجم هلی کوپترهای آمریکایی به کشتی خدماتی «ایران اجر» در خلیج فارس
- ۱۳۷۷ - روز گفتگوی تمدنها[۱]
- ۱۳۹۳ - اعلام خبر بازداشت ۱۱ نفر به اتهام توهین به سید روح‌الله خمینی در فضای مجازی توسط اسماعیل محبی‌پور
- ۱۴۰۱ - بازداشت نیلوفر حامدی توسط نیروهای امنیتی ایران

## مناسبت‌ها
- روز جهانی آلزایمر[۲]

- Paiti-shahem: (پَـیته‌شَـهیم) – روز سی‌ام شهریورماه صدوهشتادمین روز سال که در این روز «زمین» آفریده شد.ترجمه این گهنبار ، گردآوری همه دانه ها است .

## زادروزها
- ۱۳۰۳ - فریدون هویدا،  نویسنده، سیاست‌مدار و نقاش
- ۱۳۰۵ - فریدون مشیری، شاعر
- ۱۳۲۸ - عهدیه، خواننده
- ۱۳۳۹ - معصومه ابتکار، فعال سیاسی اصلاح‌طلب، روزنامه‌نگار، مؤلف و مترجمِ ایرانی
- ۱۳۴۳ - حیدر شکور، کمک داور فوتبال
- ۱۳۴۳ - رحمت‌الله حافظی، پزشک و سیاستمدار
- ۱۳۴۵ - ابراهیم تهامی، بازیکن فوتبال
- ۱۳۴۹ - حسین ناظریان، فیلم‌بردار سینما
- ۱۳۵۱ - علیرضا مسعودی، بازیگر و نویسنده
- ۱۳۵۲ - لوریس هویان، رهبر اپرا، پیانیست و مدرس صداسازی و آواز کلاسیک ایرانی ارمنی‌تبار
- ۱۳۵۴ - وحید شمسایی، بازیکن و مربی فوتسال
- ۱۳۵۸ - محمد احمدپوری، فوتبالیست
- ۱۳۵۸ - روح‌الله مهرابی، بازیگر
- ۱۳۵۹ - ارسلان علیجانی منفرد، بازیکن و مربی اسبق تیم ملی اسکیت هاکی
- ۱۳۶۰ - شیما علی، بازیگر ایرانی کویتی
- ۱۳۶۱ - مسعود هاشم‌زاده، کشتی‌گیر
- ۱۳۶۱ - امید خلیلی ارجمندی، بازیکن فوتبال
- ۱۳۶۱ - ابراهیم فتحی، ووشوکار
- ۱۳۶۱ - رضا نوروزی، بازیکن فوتبال
- ۱۳۶۲ - رضا خالقی‌فر، بازیکن فوتبال
- ۱۳۶۳ - علی دورقی، بازیکن حرفه‌ای بسکتبال
- ۱۳۶۳ - حسین سلیمانی، بازیگر
- ۱۳۶۴ - جمال میرزایی، کشتی‌گیر آزادکار
- ۱۳۶۴ - مهدی مؤمنی، بازیکن فوتبال
- ۱۳۶۴ - مرتضی حسین‌پور شلمانی، از فرماندهان نظامی ایران
- ۱۳۶۴ - کیوان کریمی، کارگردان
- ۱۳۶۵ - ندا شهسواری، بازیکن تنیس روی میز
- ۱۳۶۶ - سجاد فیض‌الهی، بازیکن فوتبال
- ۱۳۶۶- امیر تتلو،  خواننده
- ۱۳۶۷ - خیرالله ویسی، بازیکن فوتبال
- ۱۳۶۷ - سارا خوش‌جمال فکری، تکواندوکار
- ۱۳۶۹ - مهرداد بایرامی، فوتبالیست
- ۱۳۷۰ - علی شفیعی، بازیکن تیم ملی والیبال
- ۱۳۷۰ - الهه منصوریان، ووشوکار
- ۱۳۷۱ - علیرضا بیرانوند، بازیکن فوتبال
- ۱۳۷۱ - محمد اوسانی، بازیکن فوتبال

## درگذشت‌ها
- ۱۲۸۹ - عضدالملک، سیاستمدار
- ۱۳۷۵ - محمد مجدآرا،نماینده دوره‌های سوم، چهارم و پنجم مجلس شورای اسلامی از حوزه انتخابی شهرستان بابلسر، فریدونکنار
- ۱۳۸۸ - پرویز مشکاتیان، آهنگساز، موسیقی‌دان، نوازنده سرشناس سنتور، استاد دانشگاه و پژوهشگر
- ۱۳۸۹ - عبدالرضا سودبخش، دانشیار و عضو هیئت علمی دانشگاه علوم پزشکی تهران
- ۱۳۹۰ - علی‌رضا ملاسلطانی، قاتل روح‌الله داداشی
- ۱۳۹۲ - احمد عطایی، از پیشگامان صنعت نشر در ایران و مؤسس انتشارات عطایی
- ۱۴۰۰ - شاهین ناصری، زندانی عادی در زندان فشافویه که شاهد شکنجه نوید افکاری بود.
- ۱۴۰۱ - حدیث نجفی، از جان‌باختگان اعتراضات سراسری ۱۴۰۱ ایران
- ۱۴۰۱ - غزاله چلابی، از جان‌باختگان اعتراضات سراسری ۱۴۰۱ ایران
- ۱۴۰۱ - حنانه کیا، از جان‌باختگان اعتراضات سراسری ۱۴۰۱ ایران
- ۱۴۰۱ - سارینا اسماعیل‌زاده، از جان‌باختگان اعتراضات سراسری ۱۴۰۱ ایران
- ۱۴۰۱ - محمدحسن ترکمان، از جان‌باختگان اعتراضات سراسری ۱۴۰۱ ایران
- ۱۴۰۱ - محمدرضا سروری، از جان‌باختگان اعتراضات سراسری ۱۴۰۱ ایران
- ۱۴۰۱ - ساسان قربانی، از کشته‌شدگان خیزش ۱۴۰۱ ایران
- ۱۴۰۱ - عرفان رضایی، از کشته‌شدگان خیزش ۱۴۰۱ ایران
- ۱۴۰۱ - محسن قیصری، از کشته‌شدگان خیزش ۱۴۰۱ ایران
- ۱۴۰۱ - علی مظفری، از کشته‌شدگان خیزش ۱۴۰۱ ایران
- ۱۴۰۱ - سیاوش محمودی، از کشته‌شدگان خیزش ۱۴۰۱ ایران
- ۱۴۰۱ - ابوالفضل مهدی پور روشن، از کشته‌شدگان خیزش ۱۴۰۱ ایران